# 23477 Wallenstadt
23477 Wallenstadt è un asteroide della fascia principale. Scoperto nel 1990, presenta un'orbita caratterizzata da un semiasse maggiore pari a 2,6835632 UA e da un'eccentricità di 0,1191867, inclinata di 12,49068° rispetto all'eclittica.